# Waterstofarm gloeien
Waterstofarm gloeien is een warmtebehandeling in de metallurgie voor de reductie of eliminatie van waterstofverbrossing.

## Procesbeschrijving
Het materiaal wordt gedurende enkele uren bewaard in een waterstofarme gloeioven bij een temperatuur tussen 200 °C en 300 °C. De ingesloten waterstofatomen, die waterstofverbrossing veroorzaken worden verwijderd door effusie. De methode wordt voornamelijk onmiddellijk na het lassen of galvaniseren van het materiaal gebruikt.